# Paracis chawwa
Paracis chawwa är en korallart som beskrevs av Manfred Grasshoff 2000. Paracis chawwa ingår i släktet Paracis och familjen Plexauridae.
Artens utbredningsområde är Röda havet. Inga underarter finns listade i Catalogue of Life.